# Луганское сельское поселение (Ростовская область)
Луганское сельское поселение — муниципальное образование в Орловском районе Ростовской области. Административный центр поселения — хутор Быстрянский.

## Административное устройство
В состав Луганского сельского поселения входят:
- хутор Быстрянский;
- хутор Кундрюченский;
- хутор Курмоярский;
- хутор Луганский;
- посёлок Разъезд Куреный.

## Население
| 2010  | 2012  | 2013  | 2014  | 2015  | 2016  | 2017  |
| ----- | ----- | ----- | ----- | ----- | ----- | ----- |
| 2374  | ↘2341 | ↘2340 | ↘2334 | ↘2321 | ↘2275 | ↘2260 |
| 2018  | 2019  | 2020  | 2021  |       |       |       |
| ↘2243 | ↘2185 | ↘2166 | ↘2155 |       |       |       |